# Karl-Heinz Göller
Karl-Heinz Göller (* 4. Februar 1927 in Gelsenkirchen; † 30. April 2018 in Coesfeld) war ein deutscher Kommunalpolitiker der CDU. Er war von 1987 bis 1999 Landrat des Kreises Coesfeld.

## Leben
Karl-Heinz Göller besuchte das altsprachliche Gymnasium Gelsenkirchen und wurde als Schüler in den Kriegsjahren 1943–1944 als Flakhelfer eingesetzt. 1945 geriet er als Soldat in amerikanische bzw. englische Kriegsgefangenschaft. Nach Kriegsende erhielt er eine Ausbildung als Volks- und Realschullehrer mit den Fächern Deutsch, Geschichte und kath. Religionslehre. Zunächst in Gelsenkirchen tätig, wechselte er 1960 zum Aufbau einer neuen Realschule für Jungen nach Coesfeld und wurde deren erster Leiter. Dieses Amt übte er bis zu seiner Pensionierung im Jahre 1991 aus.
Seine politische Laufbahn begann er 1946 mit dem Eintritt in die CDU. Göller war Gründungsmitglied der  Jungen Union Gelsenkirchen und wurde deren Kreisvorsitzender. 1969 wurde er in den Kreistag Coesfeld gewählt. Hier war er Vorsitzender des Schul- und Kulturausschusses und förderte ab 1975 als Vorsitzender der CDU-Fraktion das Zusammenwachsen des neu zusammengesetzten Kreistags. Als Nachfolger des 1987 freiwillig zurückgetretenen Heinrich Knipper war er der letzte (ehrenamtliche) Landrat des Kreises Coesfeld und blieb bis 1999 im Amt. Seither werden in den Landkreisen hauptamtliche Landräte gewählt.
Göller war von 1964 bis 1999 Abgeordneter in der Landschaftsversammlung Westfalen-Lippe und auch Vorsitzender des Schul- und Kulturausschusses des Landkreistages Nordrhein-Westfalen.

## Ehrungen
- 2000 Bundesverdienstkreuz I. Klasse